# 第十届中国花卉博览会
第十届中国花卉博览会是中华人民共和国上海市崇明区举办的园艺博览会，于2021年5月21日至7月2日举行，是继1997年之后上海第二次承办花博会。本届花博会园区总规划面积10平方公里，共设有180个室外展园和64个室内展区，31个省区市和港澳台地区建设的展园展区，是花博会历史上展园面积最大的一届。

## 举办进程
2018年4月9日，在中国花卉协会组织的第十届中国花卉博览会举办城市评定会议上，上海市崇明区经历和安徽阜阳、河南许昌的角逐，最终由上海市崇明区获得第十届中国花博会举办资格。
2018年5月4日，崇明区成立崇明区花博会筹备组，统筹协调推进花博会各项筹备及运营工作。同年7月9日，上海市人民政府召开常务会议，成立市筹备花博会领导小组；10月22日，中国花卉协会与崇明区人民政府签署第十届中国花卉博览会举办协议。
2019年5月10日，第十届中国花卉博览会园区建设奠基仪式举行。本届花博会园区由光明食品集团（上海市农场管理局）承建，在2018年11月成立统筹协调指挥部，下设办公室、政府协调组、项目建设组、花卉产业组、综合计划组和苗木产业组。受2020年初2019冠状病毒病疫情影响，花博会园区建设受到一定影响，建筑工人更因此停工一个月，直至2月24日复工。建筑方也因此调整了施工计划加快施工进度。
2019年12月19日，第十届中国花卉博览会会花、会徽和会歌在上海公布。本届花博会会花为牡丹，会徽为“花之梦”，造型由上海简称“沪”字为原型演绎而成。会歌为《花开中国梦》。
2020年5月19日，第十届中国花博会吉祥物公布，名称为“圆圆”“梦梦”。
2021年5月15日，花博园区开始进行全负荷压力测试，有超过4.6万名游客入园游览。此前在4月27日、5月7日分别进行了小负荷压力测试、半负荷压力测试。
2021年5月21日，第十届中国花卉博览会开幕。当日下午1时，花博园区正式开园迎客，开幕首日迎来游客2万余人。
2021年7月2日，第十届中国花卉博览会闭幕，共吸引212多万人次前来园区参观、2408万人次线上观展。崇明区计划在花博会闭幕后，对部分园区进行休整，花博园区暂定位为花博文化园，然后於于7月20日至8月31日向社会公众开放。

## 园区
第十届花博园总体规划布局为“三区、一心、一轴、六馆、六园”。具体布局分布如下：
- “三区”为花博园围栏区、东平小镇服务区和南部服务区两个非围栏区；
- “一心”为“梦花园”核心区，以牡丹花为构图元素，通过花海、花径、花溪、花谷，整体营造“牡丹绽放，喜迎盛世”的大地景观；
- “一轴”为花博轴，总长约1300米，连通南园、迎宾广场、世纪馆、复兴广场、复兴馆和东平小镇，沿线布置花坛、花廊、花桥、花柱；
- “六馆”为复兴馆、世纪馆、竹藤馆、百花馆、花艺馆和花栖堂；
- “六园”为玉兰园、梅园、菊园、兰园、荷园和竹园。

本届花博会共有189个参展单位参展，是历届花博会参展单位最多的一次，共设有180个室外展园和64个室内展区，31个省区市和港澳台地区建设的展园展区，各个展园的花卉高达数百种，园区公共绿地达到120万平方米，均创下历届花博会之最。
- 室外展园180个，分为东、西两大片区，共展示2000多个花卉品种，300多种乔木植物；东片区为各省（区、市）室外展园；西片区包含中国花卉协会分支机构展园、国际友城园、国际设计师园、中外花卉企业园、国际百优新品园、蔬菜花园、企业冠名园等[14]。
- 室内展区64个，重点展示具有地方特色的特有花卉品种、主产花卉产品和花卉新品种、新技术、新产品。室内展区将展示展品20000多件，有近1000个花卉新品种登台亮相。其中，北京自主研发的花卉新品种有72个，上海有花卉新品种63个[14]。

在餐饮服务方面，花博园内餐位总数达近9000个，以速食快餐为主。

### 安全管控
花博会园区为游客设置6个入园口。因应2019冠状病毒病疫情防控需要，安保部门将入园关口前移，实现预约购票游客的健康码数据审核前置。每个入口亦设置医疗隔离点，配备专业医疗人员，安检入口安装测温安检一体机。园区主办方每天会安排1000余名保安平均分布在园区内，加上志愿者、场馆工作人员以及园区内的安保警力，共计人员2000余名保障游客参观安全。

### 通信
2019年起，上海铁塔会同运营商开展花博园区网络规划，共新建宏基站14个、室内场馆覆盖4处，利用龙门架社会资源建设微站6个，完成周边基站扩容44个、机房改造5处。截至2021年4月底，崇明区已建成室外5G基站达2468个，花博园区已实现移动网络信号的深度覆盖。

## 票务
2021年4月21日，第十届中国花博会新闻发布会公布票务方案。本届花博会采用实名购票、预约入园的方式，门票分为平日票、指定日票和两日连票，价格分别是120元（人民币，下同）、180元、180元，预售价最低为100元。对身高1.3米以下或6周岁以下儿童实行免票；对60周岁以上老年人、在校学生及现役军人、消防救援队员、残障人士等实行购票优惠。民众可通过官方网站、官方微信公众号，“上海崇明”客户端及官方微信公众号，随申办市民云中的“崇明旗舰店”界面进行购票，另外指定官方代理商美团、携程、驴妈妈、锦江、中青旅、东泰、上青旅等也可购买。此外还提供实体购票。